# Nyctemera malaccana
Nyctemera malaccana är en fjärilsart som beskrevs av Walter Karl Johann Roepke 1957. Nyctemera malaccana ingår i släktet Nyctemera och familjen björnspinnare. Inga underarter finns listade i Catalogue of Life.